# Ilex martiniana
Ilex martiniana là một loài thực vật có hoa trong họ Aquifoliaceae. Loài này được D.Don mô tả khoa học đầu tiên năm 1828.